# Spiktunna
En spiktunna är ett tortyrredskap som är känt egentligen endast från folksagorna och folkvisorna, hos svenskar särskilt genom visan om "Liten Karin". Det bestod av en tunna med utifrån genomslagna spikar, mot vilkas spetsar den i tunnan inneslutne sargades då tunnan rullades omkring. Även i den tyska visan om liten Karin omnämnes spiktunnan (ty. nägelfass). I legenderna om Heliga Katarina (ursprunget för sångerna om "Liten Karin") fästes helgonet på spikbeslagna hjul.